# نيكولا غيلبرت
نيكولا غيلبرت هو ملحن كندي، ولد في 1979.